# Eisenbahn-Liefergemeinschaft
Die Eisenbahnwagen-Liefergemeinschaft G.m.b.H. war ein Zusammenschluss von acht deutschen Waggonbauunternehmen. Sie bildeten nach dem Ersten Weltkrieg ein Wirtschaftskartell. So sollte ein ruinöser Wettbewerb zwischen den Beteiligten vermieden werden. Die Bündelung von Einkauf und Vertrieb sparte Kosten; die quotale Verteilung der Aufträge sollte allen beteiligten Unternehmen das Überleben auch in auftragsschwachen Phasen ermöglichen.

## Geschichte
Die für alle Waggonbaufirmen schwierigen Zeiten nach dem Ersten Weltkrieg – der einheimische Bedarf an rollendem Material war stark gesunken – führten zur Überlegung, die vorhandenen Kräfte aus Produktion und internationalem Vertrieb zu bündeln, um so sowohl dem inländischen Wettbewerb als auch den ausländischen Käufern erfolgreich gegenübertreten zu können. So gründeten am 21. April 1921 in Düsseldorf die Firmen Dessauer Waggonfabrik A.G., Düsseldorfer Eisenbahnbedarf A.G., H. Fuchs Waggonfabrik A.G., Siegener Eisenbahnbedarf A.G., Waggonfabrik Uerdingen und Wegmann & Co. mit einem Grundkapital von 200 Millionen Mark die Eisenbahnwagen-Liefergemeinschaft G.m.b.H., auch EISLIEG genannt.
Später  traten noch die Firmen WUMAG (Waggon- und Maschinenbau A.G., Görlitz) und Gottfried Lindner A.G. (Ammendorf) dem Verbund bei.
Dieser Verbund beschäftigte insgesamt rund 10.000 Mitarbeiter und hatte einen jährlichen Ausstoß von 18 bis 20 Tausend Fahrzeugen aller Gattungen und Systeme.
Eine einheitliche Einkaufsorganisation verbesserte die Rohstoffbeschaffung durch vorteilhafteren Bezug. Bei der Hereinholung von gemeinschaftlich zu bearbeitenden Aufträgen war die weltumspannende Auslandsorganisation des Vertriebs von großer Bedeutung, da die inländische Beschaffung von Neubauwagen auf ein historisches Tief sank. Im Jahre 1926 wurden nur 90 Personen- und 1500 Güterwagen neu beschafft. Die Zuteilung der Auftragslose erfolgte über eine Quotenregelung.
Die bei den einzelnen teilnehmenden Firmen vorhandenen Spezialisierungen konnten so sinnvoll genutzt werden; die Aufträge sicherten dort Arbeitsplätze.
Da sie sich durch die Quotenregelung benachteiligt fühlte, trat die WUMAG 1925 wieder aus der Vereinigung aus.
1926 entwickelte die Deutsche Reichsbahn-Gesellschaft (DRG) einen eigenen Plan für die Vergabe ihrer Aufträge an Lieferfirmen. Im gleichen Jahr schlossen die DRG und 30 Waggonbaufirmen den Reichsbahnvertrag über die Vergabe von Staatsbahnaufträgen. In diesem verpflichtete sich die DRG, ca. 90 Prozent ihrer Wagenbauaufträge an die Firmen, die sich in der Deutschen Wagenbau Vereinigung zusammengeschlossen hatten, zu vergeben. Da ihr auf diese Weise die Geschäftsgrundlage entzogen wurde, löste sich EISLIEG mit diesem Datum auf.

## Geschäftsfelder
Das Fertigungsspektrum der beteiligten Unternehmen betraf sowohl Regelspur- als auch Schmalspur- und Feldbahnerzeugnisse in folgenden Bereichen:
- Waggonbau, alle Arten von Güter- und Personenwagen, sowohl nach Normalien als auch nach Sonderbauarten
- Spezialwagenbau, alle Sorten von Kessel-, Kühl- und Topfwagen, Selbstentladern und Großraum-Güterwagen
- Triebwagenbau
- elektrische Lokomotiven
- Straßenbahnen / U-Bahnen